# Fausto Gavazzi
Fausto Gavazzi (Campana, Buenos Aires, 2 de marzo de 1952 - Pradera del Ganso, Islas Malvinas, 12 de mayo de 1982) fue un piloto militar argentino que participó de la Guerra de Malvinas. Cayó en combate luego de participar en el ataque al buque británico HMS Glasgow. Fue otorgado post mórtem el rango de Capitán y las condecoraciones de La Nación Argentina al Valor en Combate y La Nación Argentina al Muerto en Combate. Pertenecía a la Escuadrilla "Oro" del Grupo 5 de Caza; voló un A4-B Skyhawk.

## Niñez y juventud
Nació en la ciudad de Campana, en Buenos Aires. Hijo de dos inmigrantes italianos. Su padre fue veterano de la Segunda Guerra Mundial y se radicó en la ciudad anteriormente mencionada buscando tranquilidad y sosiego. Acudió al jardín de infantes y parte de la escuela primaria al Instituto Sagrado Corazón de Jesús, de la misma ciudad, y concluyó el resto de sus estudios primarios y sus estudios secundarios en la Escuela Normal Superior Mixta "Eduardo Costa".

## Participación en la Guerra de Malvinas y fallecimiento
El 12 de mayo de 1982, el entonces Primer Teniente Gavazzi, a bordo de su A4-B Skyhawk "C-248", y conforme a lo establecido por la Orden Fragmentaria 1180, participó en el ataque al HMS Glasgow. Gavazzi ocasionó daños al buque y el mismo tuvo que ser retirado del combate por el resto de la guerra. Al volver a la base argentina junto al alférez Guillermo Dellepiane, Gavazzi y el último tuvieron que sobrevolar la posición argentina cercana a Darwin, la cual se encontraba en alerta roja. Las defensas aéreas (cañones antiaéreos de 35 mm) del puesto argentino pertenecientes al GADA 601 (Grupo de Artillería de Defensa Aérea 601) no se encontraban conectadas al sistema de vigilancia y control aéreo de las Islas Malvinas, por lo que detectaron aviones volando a una altura muy baja acercándose a su posición y abrieron fuego. El C-248 de Gavazzi sufrió fuertes impactos, y debido a la baja altura del vuelo del Primer Teniente, no logró eyectarse y falleció en el acto.